# Neuwiedia siamensis
Neuwiedia siamensis ist eine Art aus der Gattung Neuwiedia in der Familie der Orchideen (Orchidaceae). Die krautigen Pflanzen stammen aus Thailand.

## Beschreibung
Neuwiedia siamensis wird bis zu 80 cm groß. Die Wurzeln haben einen Durchmesser von 2 bis 4 mm. Die Blätter sind länglich-oval bis linealisch, die kleinsten Laubblätter messen 9 cm Länge bei 3 cm Breite, sie können bis zu 60 cm lang werden bei 7 cm Breite. Es sind 12 bis 46 Blattadern vorhanden, von denen sieben deutlich hervortreten. Die oberen Blätter sind behaart, vor allem auf den Blattadern. Die längsten Haare werden 0,5 mm lang, Drüsenhaare sind nicht vorhanden.
Der Blütenstand ist eine endständige Traube, er wird bis zu 10 cm lang und bleibt damit kürzer als die Laubblätter. Blühende Pflanzen wurden im Juni gefunden. Ein Blütenstand enthält etwa 70 dicht beieinander stehende Blüten. Sie sind 30 mm groß, ihre Farbe ist wahrscheinlich gelb. Blütenstandsachse, Tragblätter und Blütenblätter sind behaart. Die Tragblätter sind länglich-oval bis lanzettlich-oval, sie enden spitz ausgezogen, ihre Länge beträgt 10 bis 40 mm, die Breite 3 bis 10 mm. Der Blütenstiel ist 3 mm lang bei 0,8 mm Durchmesser. Der Fruchtknoten misst 5 mm Länge und 3 mm Durchmesser. Die Blütenblätter sind sich alle recht ähnlich, es gibt aber eine ganz leichte Differenzierung zwischen den beiden seitlichen und dem mittleren Blütenblatt eines Kreises. Die Sepalen sind auf der Außenseite behaart, lanzettlich geformt, die beiden seitlichen sind 21 mm lang bei 4,5 mm Breite. Das dritte Sepal ist linealisch geformt und kleiner, 20 × 4 mm. Die Petalen sind auf der Außenseite mit einem längs verlaufenden Kiel versehen, dieser ist behaart. Sie sind verkehrt-eiförmig bis länglich geformt, die seitlichen sind 17 mm lang und 7 mm breit. Das mittlere Petal, die Lippe, ist kaum unterschiedlich, sie ist mit 18 mm etwas länger als die beiden anderen inneren Blütenblätter. Alle Blütenblätter sind mit einer kleinen, aufgesetzten Spitze versehen, 0,7 mm lang bei den drei inneren Blütenblättern, 1,3 bis 2,7 mm lang bei den äußeren. Die Säule besteht aus drei Staubfäden und dem Griffel, die auf einer Länge von 7 mm am Grund miteinander verwachsen sind. Der freie Teil der Staubfäden ist im Querschnitt abgeflacht, er misst bei den seitlichen Staubfäden 3 mm Länge, beim mittleren 4 mm. Die Staubbeutel sind linealisch, die seitlichen 7 mm lang und 1,2 mm breit, der mittlere mit 6 mm etwas kürzer. Der freie Teil des Griffels misst 6,5 mm Länge und wird vom mittleren Staubblatt um etwa 1 mm überragt. Die Narbe ist dreilappig, mit einem Durchmesser von 1 mm ist sie breiter als der Griffel, der einen Durchmesser von 0,6 mm besitzt.

## Vorkommen
Neuwiedia siamensis wächst in Thailand in der Provinz Kanchanaburi (Provinz) in Höhenlagen von 400 bis 800 Meter. Die Art ist im südwestlichen Thailand endemisch.

## Systematik und botanische Geschichte
Neuwiedia siamensis wurde 1969 von Eduard Ferdinand de Vogel erstmals in Blumea; Tijdschrift voor de Systematiek en de Geografie der Planten Band 17 Seite 328 beschrieben. Von der Art Neuwiedia veratrifolia unterscheidet sie sich durch Details der Behaarung, den kürzeren Blütenstand und die längeren Hochblätter.